# Olympische Geschichte Malawis
| Gelbes Symbol für Goldmedaillen mit stilisierten Olympischen Ringen | Graues Symbol für Silbermedaillen mit stilisierten Olympischen Ringen | Braundes Symbol für Bronzemedaillen mit stilisierten Olympischen Ringen |
| ------------------------------------------------------------------- | --------------------------------------------------------------------- | ----------------------------------------------------------------------- |
| —                                                                   | —                                                                     | —                                                                       |

Malawi, dessen NOK, die Olympic and Commonwealth Games Association of Malawi, 1968 gegründet und im selben Jahr vom IOC anerkannt wurde, nimmt seit 1972 an Olympischen Sommerspielen teil. 1976 schloss man sich dem afrikanischen Boykott der Spiele von Montreal an. 1980 folgte man dem Boykottaufruf der Spiele von Moskau. An Winterspielen nahmen bislang keine Sportler aus Malawi teil. Bislang konnte keine Medaille gewonnen werden.

## Übersicht
Sportler aus Malawi hatten die Möglichkeit, als Teil der Mannschaft der Föderation von Rhodesien und Njassaland und der Bezeichnung Rhodesien (RHO) bei den Olympischen Spielen 1960 in Rom teilzunehmen.
Die erste Teilnahme des unabhängigen Staates Malawi fand 1972 in München statt. Die ersten malawischen Olympioniken waren am 31. August 1972 der 100-Meter-Sprinter Mustaff Matola sowie der 1500-Meter-Läufer Harry Nkopeka. Am gleichen Tag startete mit Emesia Chizunga im 800-Meter-Lauf auch die erste Frau Malawis bei Olympischen Spielen. Zur Mannschaft gehörten zudem auch Boxer und Radrennfahrer. 
Malawie folgte dem Boykottaufruf der afrikanischen Länder und blieb den Spielen von Montreal 1976 fern. Auch am von den USA angeführten Boykott der Spiele von Moskau 1980 beteiligte sich das Land.
Malawische Athleten kehrten zu den Spielen von Los Angeles 1984 wieder auf die olympische Bühne zurück. Sie blieben jedoch in der Folge erfolglos und scheiterten in der ersten Runde in ihren Sportarten. 2000 in Sydney gingen erstmals malawische Schwimmer an den Start, 2016 in Rio de Janeiro ein Bogenschütze. In Tokio 2020 war Damiella Nomenjanahary die erste Judoka aus Malawi.

## Übersicht der Teilnehmer

### Sommerspiele
| Jahr      | Athleten           | Athleten           | Athleten           | Sportarten         | Sportarten         | Sportarten         | Sportarten         | Sportarten         | Sportarten         | Medaillen          | Medaillen          | Medaillen          | Medaillen          | Rang               |
| Jahr      | Gesamt             |                    |                    |                    |                    |                    |                    |                    |                    |                    |                    |                    | Medaillen – Gesamt | Rang               |
| --------- | ------------------ | ------------------ | ------------------ | ------------------ | ------------------ | ------------------ | ------------------ | ------------------ | ------------------ | ------------------ | ------------------ | ------------------ | ------------------ | ------------------ |
| 1896–1968 | nicht teilgenommen | nicht teilgenommen | nicht teilgenommen | nicht teilgenommen | nicht teilgenommen | nicht teilgenommen | nicht teilgenommen | nicht teilgenommen | nicht teilgenommen | nicht teilgenommen | nicht teilgenommen | nicht teilgenommen | nicht teilgenommen | nicht teilgenommen |
| 1972      | 17                 | 14                 | 3                  |                    | 3                  |                    | 12                 | 2                  |                    |                    |                    |                    |                    |                    |
| 1976–1980 | nicht teilgenommen | nicht teilgenommen | nicht teilgenommen | nicht teilgenommen | nicht teilgenommen | nicht teilgenommen | nicht teilgenommen | nicht teilgenommen | nicht teilgenommen | nicht teilgenommen | nicht teilgenommen | nicht teilgenommen | nicht teilgenommen | nicht teilgenommen |
| 1984      | 15                 | 15                 | 0                  |                    | 7                  |                    | 3                  | 5                  |                    |                    |                    |                    |                    |                    |
| 1988      | 7                  | 7                  | 0                  |                    | 1                  |                    | 2                  | 4                  |                    |                    |                    |                    |                    |                    |
| 1992      | 4                  | 3                  | 1                  |                    |                    |                    | 4                  |                    |                    |                    |                    |                    |                    |                    |
| 1996      | 2                  | 2                  | 0                  |                    |                    |                    | 2                  |                    |                    |                    |                    |                    |                    |                    |
| 2000      | 2                  | 1                  | 1                  |                    |                    |                    | 2                  |                    |                    |                    |                    |                    |                    |                    |
| 2004      | 4                  | 2                  | 2                  |                    |                    |                    | 2                  |                    | 2                  |                    |                    |                    |                    |                    |
| 2008      | 4                  | 2                  | 2                  |                    |                    |                    | 2                  |                    | 2                  |                    |                    |                    |                    |                    |
| 2012      | 3                  | 1                  | 2                  |                    |                    |                    | 2                  |                    | 1                  |                    |                    |                    |                    |                    |
| 2016      | 5                  | 3                  | 2                  | 1                  |                    |                    | 2                  |                    | 2                  |                    |                    |                    |                    |                    |
| 2020      | 5                  | 2                  | 3                  | 1                  |                    | 1                  | 1                  |                    | 2                  |                    |                    |                    |                    |                    |
| 2024      | 3                  | 1                  | 2                  |                    |                    |                    | 1                  |                    | 2                  |                    |                    |                    |                    |                    |
| Gesamt    | Gesamt             | Gesamt             | Gesamt             | Gesamt             | Gesamt             | Gesamt             | Gesamt             | Gesamt             |                    | 0                  | 0                  | 0                  | 0                  |                    |

### Winterspiele
| Jahr      | Athleten           | Athleten           | Athleten           | Sportarten         | Medaillen          | Medaillen          | Medaillen          | Medaillen          | Rang               |
| Jahr      | Gesamt             |                    |                    | Sportarten         |                    |                    |                    | Medaillen – Gesamt | Rang               |
| --------- | ------------------ | ------------------ | ------------------ | ------------------ | ------------------ | ------------------ | ------------------ | ------------------ | ------------------ |
| 1924–2022 | nicht teilgenommen | nicht teilgenommen | nicht teilgenommen | nicht teilgenommen | nicht teilgenommen | nicht teilgenommen | nicht teilgenommen | nicht teilgenommen | nicht teilgenommen |
| Gesamt    | Gesamt             | Gesamt             | Gesamt             | Gesamt             | 0                  | 0                  | 0                  |                    | –                  |

## Medaillengewinner

### Goldmedaillen
Bislang (Stand August 2024) keine Medaillengewinner

### Silbermedaillen
Bislang (Stand August 2024) keine Medaillengewinner

### Bronzemedaillen
Bislang (Stand August 2024) keine Medaillengewinner